# ハルダン・ケファー・ハートライン
ハルダン・ケファー・ハートライン（Haldan Keffer Hartline、1903年12月22日 - 1983年3月17日）は、アメリカ合衆国の生理学者で、視覚の神経生理学的メカニズムを研究し、ラグナー・グラニト、ジョージ・ワルドとともに1967年度のノーベル生理学・医学賞を受賞した。

## 生涯
ハートラインはボルティモアのジョンズ・ホプキンス大学で網膜の電気生理学の研究を始め、7年に医学博士号を取得した。交換留学生としてライプツィヒ、ミュンヘンで研究を行った後、1949年にジョンズ・ホプキンス大学の生物物理学の教授となった。この頃の教え子には後のノーベル賞受賞者ポール・グリーンガードらがいる。ハートラインは1953年にニューヨークにあるロックフェラー大学の神経生理学の教授となった。ウッズホール海洋生物学研究所の研究者の一人。
ハートラインは、節足動物、脊椎動物、軟体動物などの網膜の電気的応答の研究を行った。なぜならこれらの動物の視覚は人間のものよりも単純で、研究しやすいからである。特にカブトガニを用いて、多くの実験を行った。実験には小さな電極を用いて、光によって視神経が刺激を受けると記録されるようにした。彼は、目の中の光受容細胞は連携していて、一つの細胞が刺激を受けると、側抑制によって近辺の細胞の活動電位が低下し、光源の形がより強調され、形の認識が鋭敏になることを発見した。ハートラインはさらに、個々の光受容細胞と網膜上の視神経繊維の働きの詳細を研究し、視覚の簡単なメカニズムを明らかにした。